# Alplihorn
Alplihorn är en kulle i Schweiz. Den ligger i kantonen Zug, i den centrala delen av landet, 90 km öster om huvudstaden Bern. Toppen på Alplihorn är 1 371 meter över havet.